# Twilight of the Idols - In Conspiracy with Satan
Twilight of the Idols - In Conspiracy with Satan è il sesto album in studio del gruppo black metal norvegese Gorgoroth, ultimo disco pubblicato sotto l'etichetta tedesca Nuclear Blast il 21 luglio 2003. Questo è il primo album in cui Infernus non ha una parte predominante nella composizione musicale, né nella stesura dei testi, compito che verrà svolto dal bassista King ov Hell e dal batterista Kvitrafn. Il nome dell'album, Twiligh of the Idols è anche il titolo di un'opera del filosofo Friedrich Nietzsche, Il crepuscolo degli idoli.
All Music Guide l'ha definito uno dei migliori album black dei primi anni 2000.

## Tracce
1. Procreating Satan – 3:43
2. Proclaiming Mercy - Damaging Instinct of Man – 2:56
3. Exit - Through Carved Stones – 5:46
4. Teeth Grinding – 4:34
5. Forces of Satan Storms – 4:35
6. Blod og Minne – 3:27
7. Of Ice and Movement… – 6:42
8. Domine in Virtute tua Laetabitur Rex – 0:53

## Formazione
- Gaahl - voce
- Infernus - chitarra
- King ov Hell - basso
- Kvitrafn - batteria

### Crediti[2]
- Peter Beste - fotografia
- Brynjulf - ingegneria del suono
- Herbrand - ingegneria del suono
- Gaahl - arrangiamenti vocali
- Infernus - arrangiamenti vocali